# 구영테크
주식회사 구영테크는 대한민국의 자동차 부품 기업이다.
2023년에 대구광역시와 '전기차 부품공장 신설 투자협약'을 체결하였다. 대구국가산업단지에 전기차 부품 공장을 건설하기 위해 873억 원을 투자할 계획이며, 착공은 6월에 시작되어 2024년 하반기에 완공될 예정이다. 현대기아자동차, GM, 크라이슬러 등에 시트 프레임, 오일팬, 컨트롤암 등을 공급한다.

## 역사
2000년 12월에 상호를 구영에서 현재의 상호로 변경하였다.